# 布赫特
布赫特是德国莱茵兰-普法尔茨州的一个市镇。总面积13.32平方公里，总人口235人，其中男性120人，女性115人（2011年12月31日），人口密度18人/平方公里。